# Sabre de Sant Pau
El sabre de sant Pau és un tortell en forma de sabre, típic i tradicional de Sant Pere de Ribes. Es comercialitza exclusivament al voltant de la festa de la conversió de Sant Pau (25 de gener), que en aquesta localitat es denomina "Festa Major de Sant Pau" o "Festa Major d'hivern". Antigament se subhastava al ball que tenia lloc la tarda del dia 25 de gener davant de l'ermita. Avui dia, la gent l'adquireix a les pastisseries del poble. Representa l'espasa de Sant Pau i és habitual de menjar-ne tant a la vigília al vespre com per esmorzar i, també, per postres.